# Nationella unionen för Rumäniens utveckling
Nationella unionen för Rumäniens utveckling (rumänska: Uniunea Națională pentru Progresul României, UNPR) är ett politiskt parti i Rumänien. Partiet var representerat i Rumäniens parlament mellan 2012 och 2016 och ingick i tre koalitionsregeringar ledda av Victor Ponta (Ponta II, Ponta III och Ponta IV). I parlamentet tillhörde de i Socialdemokratiska partiets partigrupp fram tills februari 2016 då de bildade sin egen grupp.. 29 juni 2015 blev Folkpartiet - Dan Diaconescu en del av partiet.